# Ribeira de Odeleite
Ribeira algarvia afluente da margem direita do Guadiana. Nasce em Vale Maria Dias (37.265N; 7.941W), no concelho de Loulé a 463m de altitude. Atravessa os concelhos de Tavira e Castro Marim.  Encontra-se represada pela barragem de Odeleite. 
A jusante de Odeleite, no sítio das Pernadas, existe um moinho de marés há poucos anos recuperado pelo município de Castro Marim.
Segundo Adalberto Alves, no seu Dicionário de Arabismos da Língua Portuguesa, a origem do topónimo Odeleite é a expressão árabe wâdî layt, «rio do eloquente», em provável alusão a alguma personalidade da região.

## Afluentes
- Ribeira da Foupana